# Rostislav IV de Kiev
Rostislav IV de Kiev (hongrois : Rosztyiszláv, Bulgare, Russe et Ukrainien: Ростислав Михайлович) (né entre 1212 et 1225, / régna de 1225 jusqu'au 3 sept. 1264). Il fut un prince ruthène de la dynastie des Riourikides, et un dignitaire du royaume de Hongrie. Grand duc de Kiev de la famille des Riourikides en 1243-1244. Duc ou Ban de Mačva de 1254 à 1263, Ban de Slavonie en 1247, Prétendant au trône de Bulgarie en 1257.

## Biographie
Rostislav était le fils aîné de l'éphémère Grand-Duc Michel Ier le Saint et de son épouse Marie de Galicie, fille de Roman Mstislavitch. Il succèda à son père en 1243 mais dès 1244 il fut remplacé par le prince Rostislav III qui retrouva son trône dont il avait été chassé l'année précédente. 
En 1244 Rostislav épousa la princesse Anne, la fille du roi Béla IV de Hongrie. Il reçoit de son beau-père l'administration de la Slavonie en 1247 puis celle du duché de la Mačva en 1254, ce qui déplace le centre d'intérêt de son activité politique vers l'ouest. Cette même année-ci, il occupe la Bosnie, puis étend son pouvoir sur le nord-ouest de la Bulgarie en 1255.
En 1256 Rostislav tente de se faire élire Tsar de Bulgarie à la suite des meurtres successifs de ses deux gendres : Michel II Asên (1256) et Koloman II Asên (1257). Sa candidature est repoussée par les Boyards qui lui reprochent d'être inféodé à la Hongrie. Ceux-ci lui opposent d'abord Mitzo Asên , un gendre d'Ivan Asên II. Finalement, c'est le candidat des Serbes Constantin Ier Asên qui est reconnu comme tsar.
Il s'installe à Vidin, prend le titre de tsar de Bulgarie et les Hongrois le reconnaissent comme tsar de Bulgarie Il ne dirigeait en fait que la région de Vidin. Rostislav a commencé à frapper des pièces à son image. Il essaya de s'établir dans le pays, mais ne fut pas accepté par la noblesse bulgare et ne put prendre le contrôle de la capitale Tarnovo.
Rostislav, avec la plupart de ses troupes, entra dans le royaume de Bohême en 1257. Ainsi, la région de Vidin fut facilement prise par le nouveau tsar de Bulgarie, Constantin Tikh, en 1261. Après la conclusion de la paix, les Hongrois ont pris Vidin et rétabli Rostislav Mikhailovich comme dirigeant de la région de Vidin en mars 1261.
Après la mort de Rostislav (1262), en 1263 ses deux fils Michel et Béla lui succédèrent à la tête de la Bosnie et de Mačva. Un certain Jacob Svetislav, originaire de Russie, réussit cette même année-ci à s'emparer des territoires de Bulgarie, faisant partie de l'héritage de Rostislav, où il se proclame « Roi ». Refusant de faire allégeance à la Hongrie, le duc Étienne, fils de Béla IV, lance une expédition contre la Bulgarie en 1266 prend les villes de Vidin et de Pleven et s'avancent jusqu'à Tarnovo où Jacob Svetislav se reconnait enfin son vassal.

## Union et descendance
De son épouse Anne de Hongrie duchesse de Mačva (1263-1268), fille de Béla IV de Hongrie et de sa femme Marie Lascaris, il laissa la descendance suivante :
- Béla, Ban de Mačva en 1268, assassiné en 1272 ;
- Mihail Rostislavich (mort après 1268) ;
- Anna, mariée en 1255 avec Michel Asên puis en 1256 avec Koloman II Asên ;
- Cunégonde, épouse a) le 25 octobre 1261 Ottokar II de Bohême, puis b) Záviš de Falkenstein exécuté le 24 août 1290 ;
- Agrippine morte en 1296, mariée en 1265 à Lech II le Noir duc de Cracovie décédé le 30 septembre 1289.